# Presa de Gossan
La presa de Gossan, también conocida como embalse de Gossan-Cobre, es una instalación de carácter minero-industrial que se encuentra situada entre los municipios españoles de Minas de Riotinto, Nerva y El Campillo, en la provincia de Huelva (España). Se trata de un embalse dedicado al almacenamiento de estériles y aguas ácidas procedentes de la actividad minera, sirviendo también como depósito intermedio en el sistema de recuperación de agua.
Se encuentra situada junto a las presas de Cobre y Aguzaderas, ocupando todas ellas un área aproximada de 450 hectáreas.

## Características
A finales de la década de 1960 en la zona de Cerro Colorado se levantó una planta de concentración mineral para las labores mineralúrgicas. A cierta distancia se habilitaron dos grandes embalses para acoger los residuos de la planta industrial, siendo uno de estos la presa de Gossan. El embalse de Gossan posee una superficie de 125 hectáreas y una capacidad de 22 hectómetros cúbicos. El recinto está atravesado por la carretera A-461, que lo divide en dos mitades: la parte occidental se conoce como el «embalse de cobre», mientras que la parte oriental es conocida como «embalse de Gossan».
El agua de la que se nutre el embalse proviene del arroyo Rejondillo. Como resultado del vertido de residuos, sus depósitos de aguas ácidas tradicionalmente han tenido un alto contenido en hierro, azufre, calcio, cobre o zinc. Debido a ello, la presa de Gossan ostenta un elevado grado de contaminación.